# Henriette Caillaux

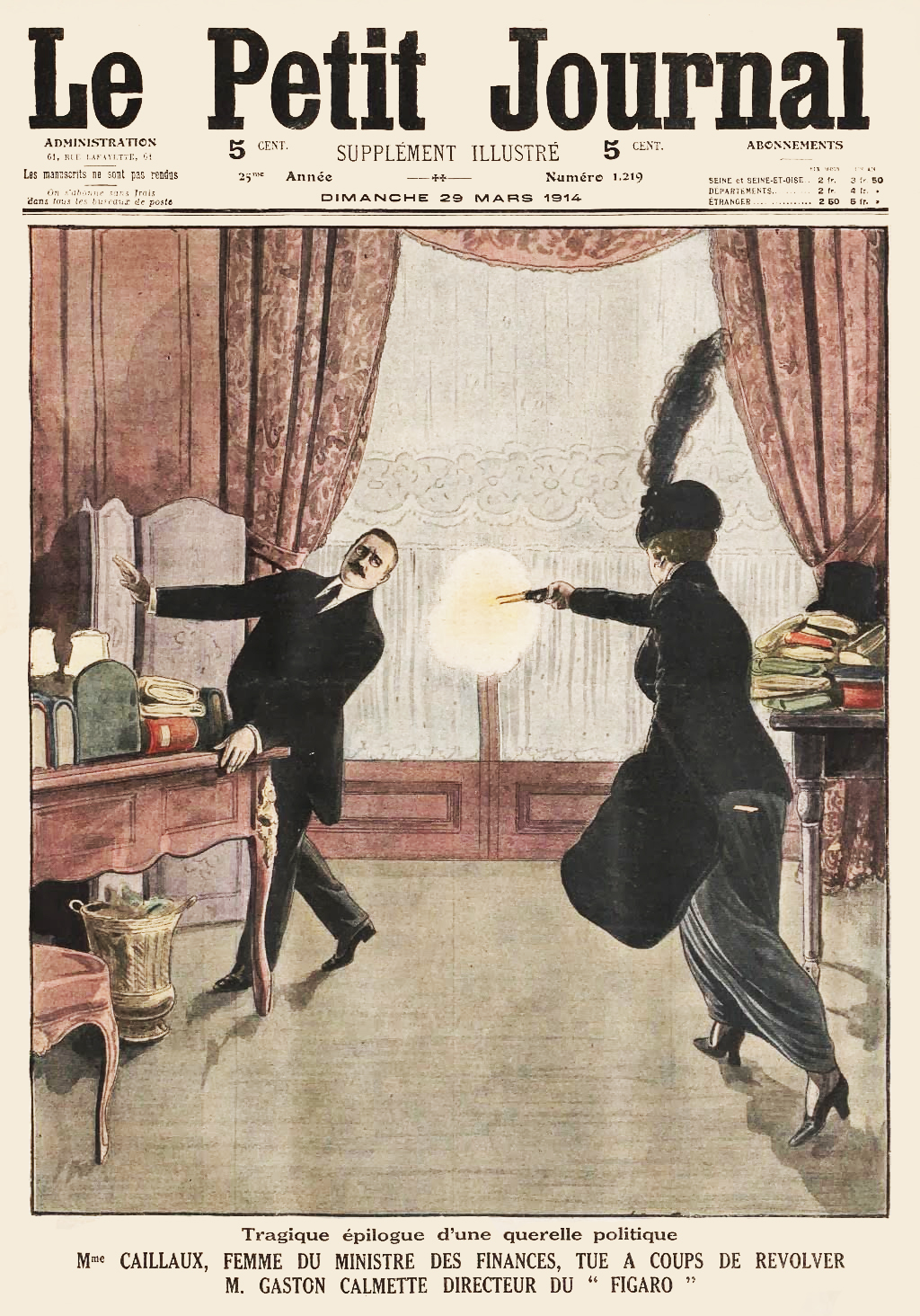
de voorpagina van Le Petit Journal met een illustratie van de moord op Gaston Calmette door Henriette Caillaux

Henriette Caillaux (1874–1943), geboren als Henriette Rainouard, was een Frans moordenares. Zij was de vrouw die op 16 maart 1914 krantendirecteur Gaston Calmette van de krant 'Le Figaro doodschoot in de rue Drouot 26. Zij wilde op die manier de eer van haar man Joseph Caillaux redden. Calmette was op 5 januari 1914 gestart met het publiceren van politieke en persoonlijke meningen over Joseph Caillaux, die bekendstond om zijn pro-Duitse politiek. Calmette publiceerde ook brieven die Henriette en Joseph elkaar stuurden, terwijl ze elk nog met iemand anders getrouwd waren, hetgeen de positie van Joseph ernstig schaadde.
Henriette vroeg de bewuste dag Calmette te spreken, en schoot 6 kogels op hem af, waarvan 4 hem raakten. Voordat zij schoot zei ze: "Vous savez pourquoi je suis là" ("U weet waarom ik hier ben").
De moord was destijds groot nieuws. Na een opzienbarend proces werd Henriette Caillaux in juli 1914 door een juryrechtbank vrijgesproken. 
Calmette is begraven op cimetière des Batignolles, te Parijs.

## Trivia
In 1985 kwam er een Franse telefilm uit, "L'Affaire Caillaux", en verscheen er een boek The Trial of Miss Caillaux van Edward Berenson, een Amerikaanse geschiedenisleraar.